# SHOOT BOXING 2017 act.4
SHOOT BOXING 2017 act.4（シュートボクシングアクト4）は、シュートボクシングの大会の一つ。2017年9月16日、東京都文京区後楽で開催された。

## 大会概要
第4試合、 笠原弘希とPhoenixx祥梧 が対戦し、笠原弘希がKO勝利。昨年10月のレベルスのリベンジを果たす。

第8試合、内藤大樹が植山征紀と対戦、延長戦の末、植山征紀を下し2度目の防衛に成功。

## 試合結果

### 本戦カード
第1試合 SB日本スーパーバンタム級ランキング戦　55.0kg契約　エキスパート
◯  日本 笠原友希 vs.  日本 佐藤執斗 ×
3R 終了 判定 3-0（30－26、30－27、30－27）
第2試合 62.5kg契約　エキスパートクラス特別ルール　3分3R無制限延長R
◯  日本 西岡蓮太 vs.  日本 上田一哉 ×
3R 終了 判定 3-0（29－27、30－27、30－29）
第3試合
◯  日本 マツシマタヨリ vs.  日本 クレベル・コイケ ×
3R 終了 判定 3-0（29－26、29－26、27－26）
第4試合
◯  日本 笠原弘希 vs.  日本 Phoenixx祥梧 ×
3R 2分15秒終了 KO（左ボディブロー）
第5試合 48.0kg契約　エキスパートクラス特別ルール　3分3R延長無制限R
◯  日本 MIO vs.  タイ ルンナパー・ポームァンペット ×
3R 終了 判定3-0（30－25、30－27、30－26）
第6試合 スーパーウェルター級（70.0㎏）　エキスパートクラス特別ルール　3分3R延長無制限R
×  日本 坂本優起 vs.  香港 向柏榮 ◯
延長4R 終了 判定2-0（10-9、10-10、10-9）
第7試合 SB日本スーパーフェザー級王座決定戦　エキスパートクラスルール　3分5R延長無制限R
◯  日本 村田聖明 vs.  日本 池上考二 ×
5R 終了 判定3-0（50－49、49－48、49－48）
第8試合 SB日本スーパーバンタム級タイトルマッチ　エキスパートクラスルール　3分5R延長無制限R
◯  日本 内藤大樹 vs.  日本 植山征紀 ×
5R 終了 判定3-0（50-48、50-48、50-47）
第9試合 63.5kg契約　エキスパートクラスルール　3分5R延長無制限R　※ヒジあり
◯  日本 海人 vs.  日本 宮越慶二郎 ×
5R 2分46秒終了 TKO